# Casino Royale (2006)
Casino Royale is de 21ste James Bondfilm, uitgebracht in 2006 en gebaseerd op het gelijknamige boek van Ian Fleming uit 1953. De film is een reboot waarbij het Bondverhaal weer opnieuw wordt verteld, los van de eerdere films, en Bond zich nog moet bewijzen. Daniel Craig speelt hier voor het eerst de rol van geheim agent James Bond. Casino Royale werd geregisseerd door Martin Campbell die eerder al GoldenEye had geregisseerd. De film, geproduceerd door EON Productions, ging in première op 17 november 2006. In België ging de film in première op 22 november 2006 en in Nederland op 23 november 2006.

## Reboot
Deze 21ste Bondfilm is een zogenaamde reboot. Er is gekozen voor een nieuwe Bond, die mogelijk het dichtst bij het karakter uit de boeken komt. Een militair, eigenlijk een moordenaar, die makkelijk vervangen kan worden.
Het hele Bondverhaal begint daarmee opnieuw met de verfilming van Casino Royale dat ook het eerste Bondboek is. In de film wordt dieper ingegaan op de persoon James Bond en minder op de speciale effecten en de actie. In het begin van de film is Bond nog redelijk onervaren. Hij moet zijn vergunning om te doden nog verdienen. Als hij na zijn eerste twee moorden de status van dubbel nul bereikt heeft, is duidelijk te zien dat hij deze nog niet goed aankan. Hij heeft elke keer dat hij iemand doodt een inzinking, gaat roekeloos om met zijn verantwoordelijkheid en zijn ego zit hem regelmatig in de weg. Wel is af en toe zijn goede opvoeding zichtbaar die hij op een Engelse kostschool heeft meegekregen. De film laat daarmee het groeiproces zien dat Bond doormaakt om de geharde agent te worden die in de eerdere Bondfilms te zien was. Dit gaat niet gemakkelijk en Bond neemt zelfs ontslag om met zijn liefde, Vesper, een leven op te bouwen en zo zijn menselijkheid te bewaren. Uiteindelijk, als hij aan zijn rol gewend is komt hij zelfverzekerd in beeld. Pas in de laatste scène heeft hij de uitstraling, de juiste kleren en stelt hij zich voor met de woorden The name is Bond.... James Bond.
In de film is te zien hoe Bond zijn beroemde Aston Martin DB5 bemachtigt. Deze is natuurlijk veel te duur voor een geheim agent maar Bond wint deze aan de pokertafel. Ook het moment waarop Bond voor het eerst een smoking aantrekt wordt met veel aandacht in beeld gebracht. Daarvoor weet Bond zich nog niet goed te kleden. Verder bedenkt Bond, net als in de roman, de cocktail Vesper die hij naar Vesper Lynd vernoemt.

## Verhaal
In Casino Royale zien we James Bond als agent bij MI6. Hij gaat hier de strijd aan met Le Chiffre, een crimineel die fungeert als bankier voor terroristen.
Le Chiffre gebruikt short selling bij aanslaggevoelige ondernemingen om grote winsten te boeken voor zijn terroristische klanten. Hij verkoopt aandelen die hij geleend heeft, om zo te kunnen profiteren van een daling van de beurskoers. Het vermoeden bestaat dat deze constructie ook is gebruikt voor de aanslagen van 11 september 2001. Dit komt ook in een gesprek terug tussen M (Judi Dench) en Bond. Bond weet echter een geplande aanslag te verijdelen op de luchthaven van Miami, waardoor Le Chiffre veel geld verliest van een van zijn opdrachtgevers. Bij deze miljoenendeals fungeert een zekere Mr. White als tussenpersoon. Het gaat hem niet om het geld maar alleen om het vertrouwen van zijn klanten.
Om onder de bedreigingen van zijn klant uit te komen en het geld terug te verdienen, neemt hij deel aan een enorm pokertoernooi in het Casino Royale in Montenegro. Hier komen vele personen bijeen om te pokeren om tientallen miljoenen. MI6 is van plan iemand mee te laten doen om zo Le Chiffre te laten verliezen en hem hierna over te halen om over te lopen. Bond is de beste pokerspeler binnen MI6, dus neemt hij de uitdaging aan. Hij wordt bijgestaan door CIA-agent Felix Leiter (Jeffrey Wright). Van M (Judi Dench) krijgt hij ook de verleidelijke Vesper Lynd (Eva Green) aan zijn zijde. Aanvankelijk is Bond sceptisch over het nut van haar bijdrage aan de missie. Dan wordt Bond vergiftigd (door digitalis, zodoende krijgt Bond een hartstilstand) en weet Vesper zijn leven te redden. James wint het pokerspel, maar wordt vervolgens ontvoerd door Le Chiffre. Hij moet van hem het geld afstaan door het wachtwoord te geven, maar hij doet het niet, ook niet als hij door Le Chiffre wordt gemarteld. Als Bond bijna bewusteloos is, stormt Mr. White het gebouw binnen en schiet Le Chiffre neer, omdat Le Chiffre door het verliezen van het pokertoernooi het geld van Mr. White niet meer kan teruggeven.
Nadat Bond van zijn verwondingen is genezen, huurt hij een boot en gaat hij samen met Vesper Lynd op vakantie. Terwijl ze naar Venetië varen, dient Bond via e-mail zijn ontslag bij M in. Hij heeft besloten zijn verdere leven met Vesper te delen. Als Vesper het geld op de bank gaat halen, ontdekt Bond in het hotel dat er iets mis is met het geld: terwijl het geld bij M moet zijn, wordt het op dat moment van de rekening afgehaald. Bond legt daarmee de link met Vesper en het feit dat zij een dubbelrol heeft. Hij traceert haar en achtervolgt haar. Daarbij ontstaat een vuurgevecht dat leidt tot een climax in een gebouw dat drijft op pontons. Tijdens het vuurgevecht dat volgt, worden deze pontons (bestaande uit lucht) kapotgeschoten waardoor het gebouw in elkaar dreigt te storten. Vesper, opgesloten in een lift, ziet Bond al schietend zich een weg banen door het gebouw dat verder en verder in elkaar zakt. Uiteindelijk verdwijnt het gebouw onder water inclusief de lift waarin Vesper vastzit. Bond duikt onder water maar het lukt hem niet snel genoeg de lift te openen en Vesper in veiligheid te brengen. Op het moment dat Vesper door verdrinking sterft, lukt het Bond de lift te openen en haar boven water te brengen, maar het is te laat: Vesper is dood. Later blijkt dat Vespers vriend, een Algerijn, werd vastgehouden door handlangers van Le Chiffre en zo werd zij gedwongen het geld over te maken ten gunste van de organisatie achter Le Chiffre. M wijst Bond erop dat Vesper waarschijnlijk had bedongen dat hij gespaard zou worden in ruil voor haar medewerking. Anders had hij het nooit overleefd. Volgens M is het nu een dood spoor maar Bond vindt in de telefoon een laatste aanwijzing van Vesper die leidt naar Mr. White. Hij blijkt de spin in het gehele web te zijn en wordt vervolgens opgewacht en in zijn knie geschoten door Bond. De organisatie achter White blijft echter een mysterie.

## Op zoek naar nieuwe acteurs

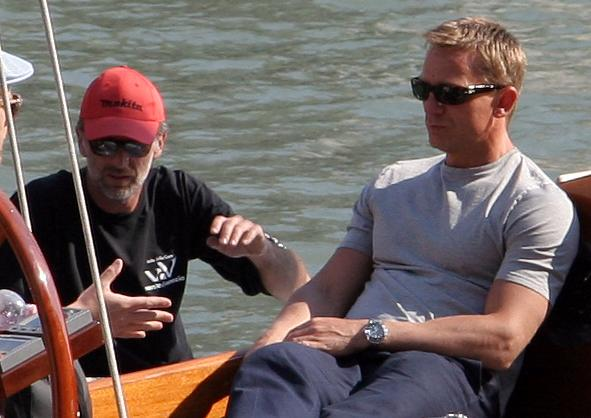
Daniel Craig tijdens opnames in Venetië.

Op 14 oktober 2004 zei Pierce Brosnan dat hij niet meer zou spelen in de 21ste Bondfilm. In 2004 en 2005 ging men op zoek naar een nieuwe Bondacteur. Onder andere Eric Bana, Ewan McGregor, Clive Owen en Hugh Jackman zouden de rol van Bond op zich kunnen nemen. De geruchten dat Clive Owen Bond zou gaan spelen namen toe nadat hij werd genomineerd voor een Golden Globe, een BAFTA Award en een Academy Award voor Beste Acteur voor de film Closer.
In mei 2005 maakte Craig bekend dat Metro-Goldwyn-Mayer hem had gezegd dat hij de nieuwe Bond werd. Rond diezelfde tijd zei Matthew Vaughn dat hij waarschijnlijk de film zou regisseren. Nadat hij het scenario had gelezen weigerde hij echter volgens Craig.
Op 14 oktober 2005 werd officieel bekendgemaakt door EON Productions en Sony Pictures Entertainment dat Craig de nieuwe Bond zou worden. In de maanden na deze bekendmaking kwam er veel kritiek op, omdat Craig volgens vele Bondfans niet geschikt zou zijn voor de rol van James Bond. Zelfs het feit dat Craig blond was, terwijl Bond in de boeken donker haar heeft, werd hem aangerekend. Vervolgens werd de zoektocht voortgezet naar bondgirl Vesper Lynd. Volgens de makers zouden Angelina Jolie en Charlize Theron grote kans maken op de rol van Lynd te spelen. Ook zou Cécile de France mogelijk Lynd gaan spelen, maar dit ging niet door vanwege haar stem. Actrice Audrey Tautou viel ook snel af, omdat zij al een rol had in The Da Vinci Code. Het ging uiteindelijk tussen de onbekende Belgische actrice Lyne Renée en Eva Green, in februari 2006 werd dan bekendgemaakt dat Green het Bondmeisje zou spelen.
Omdat de film als een nieuw begin is bedoeld zijn alle acteurs uit het verleden vervangen. Met uitzondering van Judi Dench die de rol van M speelt. Zij speelt hier de rol van oudgediende die de Koude Oorlog nog heeft meegemaakt. Felix Leiter wordt opnieuw geïntroduceerd, door een nieuwe acteur. Miss Moneypenny en Q komen zelfs helemaal niet voor, maar zullen in latere films wel weer opduiken. Er is echter nog een uitzondering: Tsai Chin, de oosterse actrice die meedoet met het pokertoernooi speelde ook in de film You Only Live Twice.

## Oorsprong titel
De titel Casino Royale verwijst naar het gelijknamige casino waar het beslissende pokerspel wordt gespeeld.

## Verschillen boek en film
- In de roman vertelt Bond René Mathis over zijn eerste twee moorden: een Japanner en een Noor. In de film zijn het een Brit (Dryden) en zijn contactman (Fisher).
- De scènes op Madagaskar, de Bahama's en het vliegveld van Miami komen in de roman niet voor. Solange Dimitrios komt uit het korte verhaal 007 in New York.
- SMERSJ is vervangen door de organisatie van Mr. White genaamd Quantum.
- Le Chiffres achtergrond is totaal anders. Ook verliest hij zijn geld hier anders: in de roman stak hij het in bordelen, vlak voordat prostitutie verboden werd; in de film verliest hij het door het verlopen van zijn putopties.
- In de roman ligt het casino in Frankrijk in plaats van in Montenegro.
- Vesper werkt in de film voor het ministerie van Financiën in plaats van voor MI6. Haar sterfscène is gewelddadiger.
- In de roman kenden Mathis en Bond elkaar al, en was Mathis geen (vermoedelijke) verrader.
- Baccarat is vervangen door poker.
- In plaats van een zelfmoordaanslag door twee Bulgaren wordt Bond aangevallen door twee Oegandese terroristen.
- In de roman wordt Bond gemarteld met een mattenklopper; in de film met de knoop van een dik touw.
- Gettler wordt in de roman niet gedood.

## Rolverdeling
| Acteur             | Personage           | Opmerkingen                                                                   |
| ------------------ | ------------------- | ----------------------------------------------------------------------------- |
| Daniel Craig       | James Bond          | Empire Award: Beste Acteur, Evening Standard British Film Award: Beste Acteur |
| Eva Green          | Vesper Lynd         | Empire Award: Beste vrouwelijke nieuwkomer                                    |
| Mads Mikkelsen     | Le Chiffre          |                                                                               |
| Giancarlo Giannini | René Mathis         |                                                                               |
| Jeffrey Wright     | Felix Leiter        |                                                                               |
| Judi Dench         | M                   |                                                                               |
| Caterina Murino    | Solange             |                                                                               |
| Simon Abkarian     | Alexander Dimitrios |                                                                               |
| Tobias Menzies     | Villiers            |                                                                               |
| Ivana Milicevic    | Valenka             |                                                                               |
| Clemens Schik      | Kratt               |                                                                               |
| Ludger Pistor      | Mendel              |                                                                               |
| Claudio Santamaria | Carlos              |                                                                               |
| Sébastien Foucan   | Mollaka             |                                                                               |
| Isaach De Bankole  | Steven Obanna       |                                                                               |
| Jesper Christensen | Mr. White           |                                                                               |

## Filmlocaties
- Mbale, Oeganda
- Madagaskar
- Londen, Engeland
- Montenegro
- Barandov Film Studio's in Praag, Tsjechië

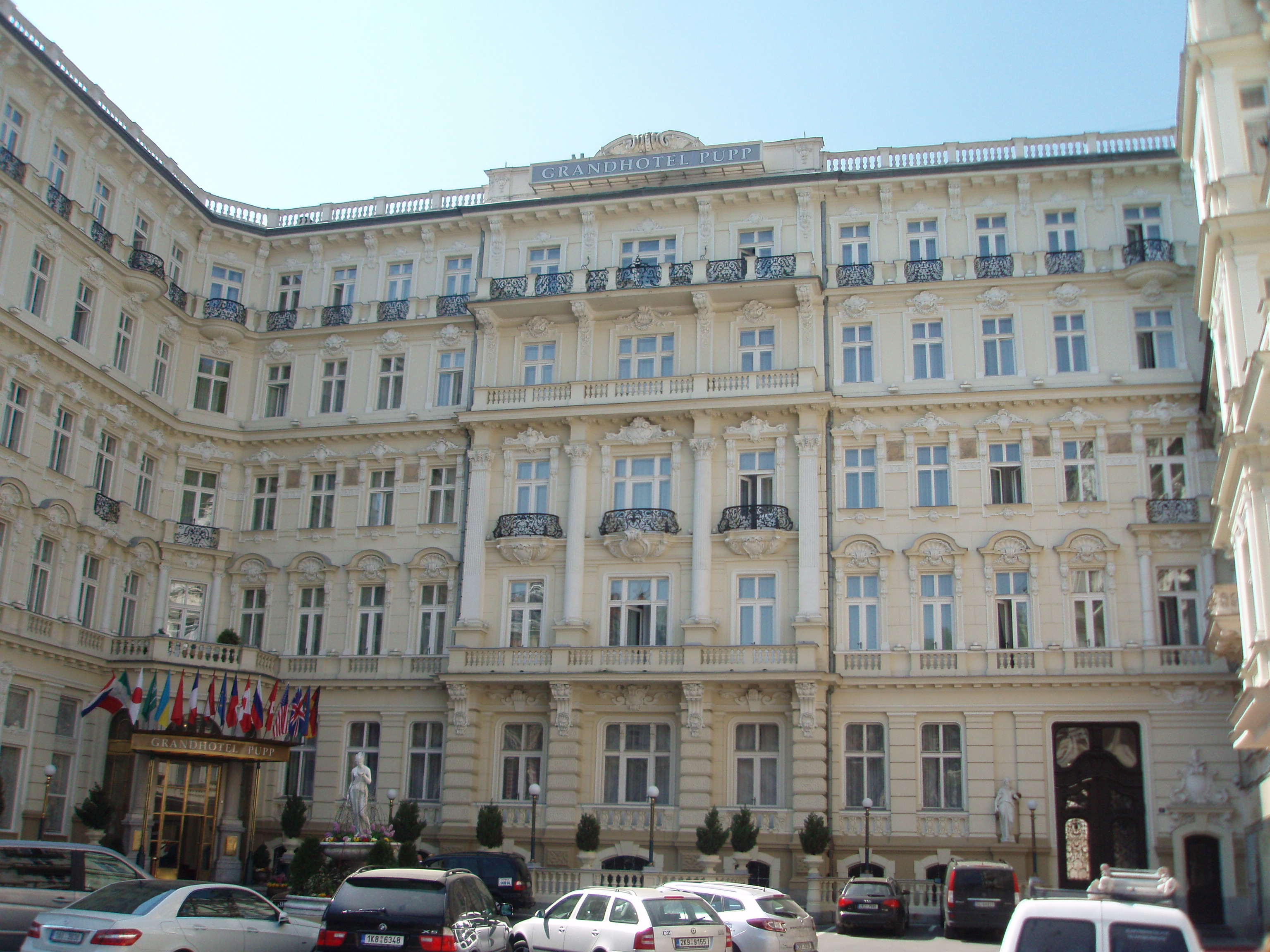
Grandhotel Pupp in Karlsbad, een van de filmlocaties.

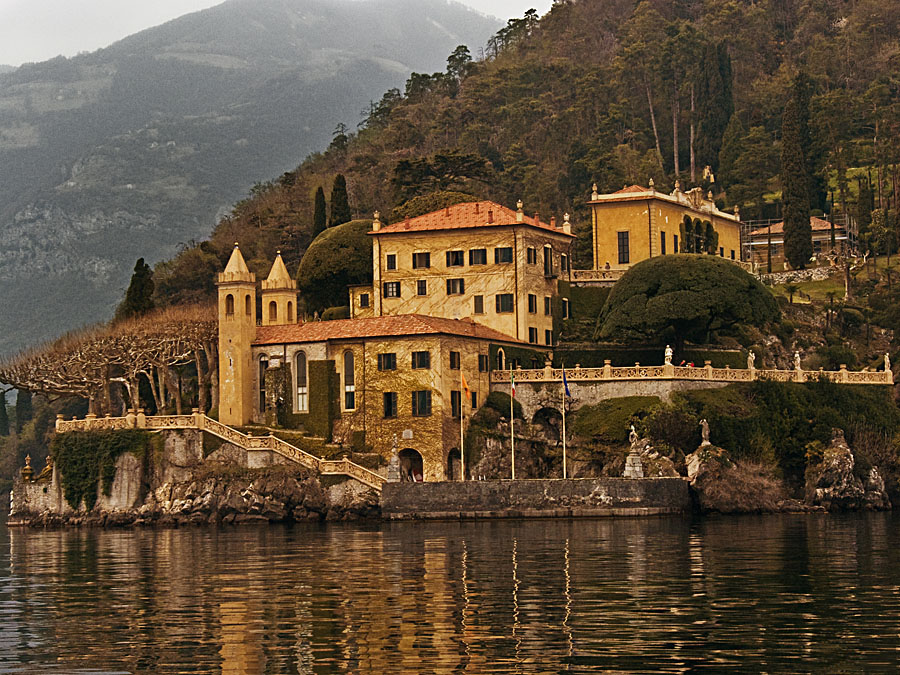
Villa del Belbianello

- Luchthaven Praag-Ruzyně in Praag, Tsjechië
- Ministry of Transport in Praag, Tsjechië
- Voormalig Sovjet-militair hospitaal te Horní Planá, Tsjechië
- Kasteel Loket in Loket, Tsjechië
- Grandhotel Pupp te Karlsbad (stad), Tsjechië
- Kaiserbad (Lazne I) te Karlsbad, Tsjechië
- Mill Colonnade te Karlsbad, Tsjechië
- Buena Vista Restaurant en Hotel te Nassau, Bahama's
- Royal Bahamas Defence Force, Coral Harbour in New Providence, Bahama's
- Albany House in New Providence, Bahama's
- One and Only Ocean Club, Paradise Island, Bahama's
- Lynden Pindling luchthaven, Bahama's
- Villa del Balbianello aan het Comomeer in Italië
- Villa Gaeta aan het Como-meer in Italië
- Mandello del Lario in de streek Lombardije, Italië
- Canal Grande en het San Marcoplein te Venetië, Italië
- Dunsfold Park Aerodrome te Surrey in Engeland
- Pinewood Studio's te Iver Heath in Engeland
- Eton College cricket pavilion
- Black Park nabij de Pinewood Studio's

## Muziek
Chris Cornell zong de titelsong "You Know My Name", die hij samen met David Arnold schreef. Arnold componeerde ook de volledige originele filmmuziek. De titelsong werd op single uitgebracht, maar dit themalied is de eerste titelsong van een Bondfilm die niet op een officieel soundtrackalbum werd uitgebracht.

## Trivia

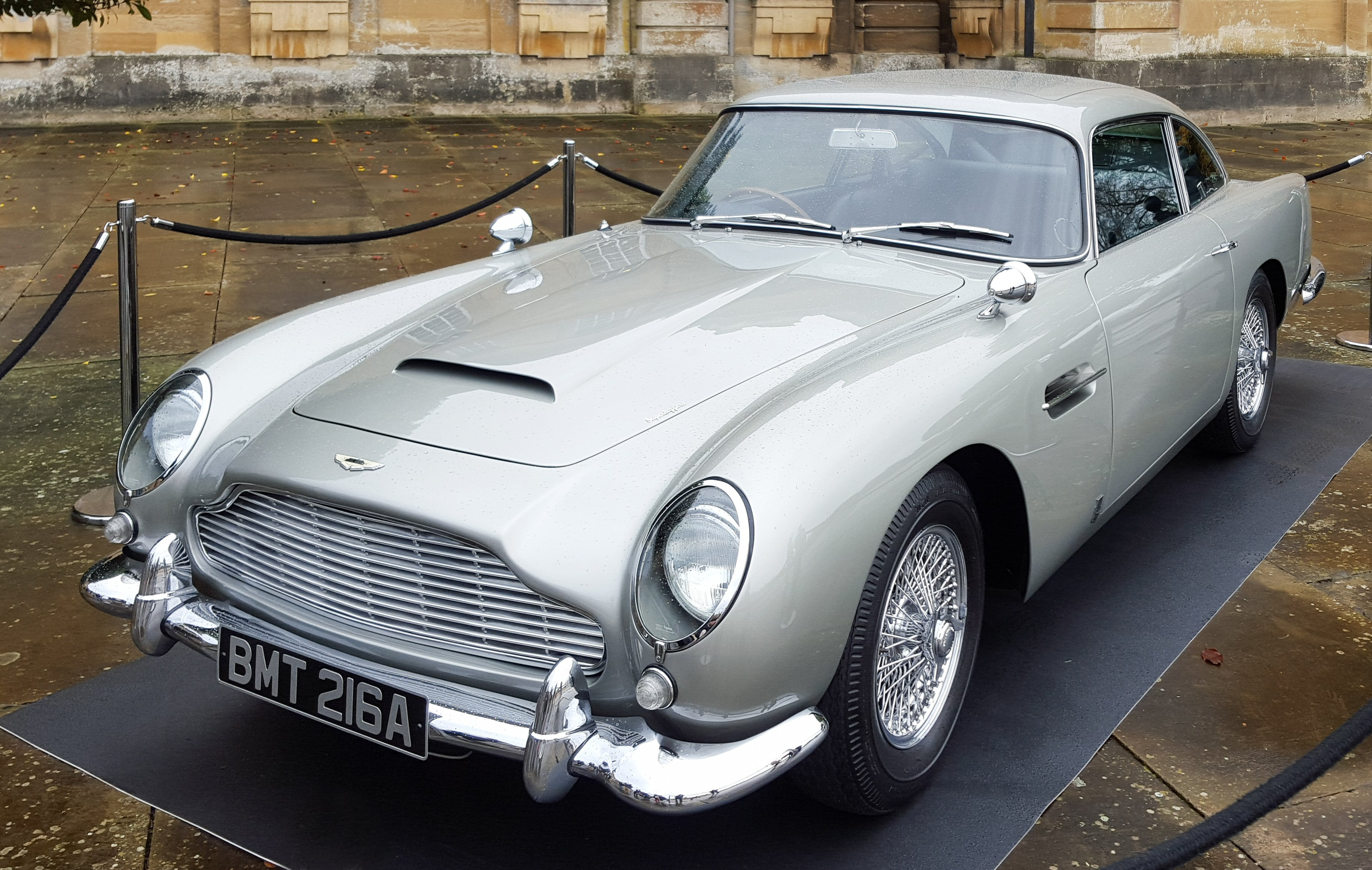
De Aston Martin DB5, die natuurlijk te duur is voor een geheim agent maar die Bond tijdens het pokeren heeft gewonnen, waarmee het bezit verklaard wordt.

- In de film komt de Aston Martin DB5 terug. Deze was al eerder te zien in Goldfinger (1964), Thunderball (1965), GoldenEye (1995) en Tomorrow Never Dies (1997);
- Speciaal voor de film bouwde Aston Martin de DBS007.
- Speciaal voor de film bouwde Ford een exemplaar van de nieuwe Mondeo volledig met de hand. De auto zou pas in februari 2007 in productie gaan.
- Speciaal voor de film maakte Cartamundi de speelkaarten die gebruikt worden tijdens de pokermarathon. Het bedrijf had al diverse licenties voor gelegenheidskaarten naar aanleiding van films, maar dat de kaarten nu zelf een prominente rol in een film spelen, is een primeur.[4]
- Casino Royale was de langste James Bondfilm sinds On Her Majesty's Secret Service. Sinds 2021 is dit No Time To Die.
- In de film gebruikt Bond de Walther P99 als pistool.
- Omdat de film wordt uitgebracht door Sony Pictures Entertainment, een onderdeel van Sony, is regelmatig te zien dat Bond een Sony Ericsson-mobiele telefoon gebruikt. In 2006 bracht Sony zelf een speciale Sony Ericsson James Bondtelefoon op de markt.
- In een van de eerste scènes zit Bond zijn tegenstander Mollaka op de hielen. Mollaka wordt gespeeld door Sébastien Foucan, een van de grondleggers van parkour (freerunning). Dit is dan ook duidelijk te zien aan de ren- en springstunts die hij in deze scène gebruikt.
- In een van de scènes rijdt een vrachtwagen dwars door een gelede bus. De bus breekt open ter hoogte van de harmonica. Voor deze opname zijn twee voormalige Utrechtse stadsbussen gebruikt. Deze stunt werd opgenomen op het terrein van de voormalige vliegbasis Dunsfold Aerodrome in Surrey (Engeland).[5]
- In tegenstelling tot de andere officiële Bondfilms begint de film niet met de gebruikelijke Gun barrel sequence, de scène met de pistoolloop. Deze scène komt pas na de intro, waarin Bond zijn licence to kill behaalt, en in deze intro schiet Bond werkelijk iemand neer.
- In de Verenigde Staten bracht de film Happy Feet over pinguïns in het openingsweekend meer op dan Casino Royale, die 40,6 miljoen dollar opbracht. Vermoedelijk komt dit door het feit dat aan het begin van Happy Feet een teasertrailer van Harry Potter 5 wordt vertoond.
- Daniel Craig is de eerste James Bond met blond haar, en de eerste Bond die werd geboren na de dood van schrijver Ian Fleming.
- Multimiljonair Richard Branson heeft een cameo in de film. Hij speelt een reiziger op de luchthaven van Miami. Ook enkele van zijn vliegtuigen van Virgin Atlantic Airways scheren over het witte doek. In de filmversie vertoond aan boord van British Airways is Branson verwijderd en is het logo van Virgin Airways weggemoffeld.
- Ook fotomodel Alessandra Ambrosio heeft een cameo als tennisster op de parkeerplaats van het hotel op de Bahama's.
- Op 28 december 2006 brak Casino Royale een record. De film bracht toen meer geld op dan elke andere Bondfilm, namelijk 448 miljoen dollar wereldwijd. Dit bedrag loopt nog op. Die Another Day, vorig recordhouder, bracht 431 miljoen dollar op.
- Montenegro had vier maanden voor de officiële première van de film de onafhankelijkheid uitgeroepen.
- Aan het einde van de scène waarin James Bond het pokertoernooi wint van Le Chiffre geeft hij de dealer een rode chip als fooi. Dit gebaar is volledig zinloos aangezien het hier om een toernooi gaat en de chips geen geldelijke waarde hebben maar enkel als punten tellen, dit in tegenstelling tot een zogeheten "Cash Game" waarin het wel gebruikelijk is om de dealer een fooi te geven na een grote gewonnen hand.
- De bootscène die zich in Venetië afspeelt, werd oorspronkelijk opgenomen in Praag, omdat dit aanzienlijk goedkoper was.
- Het vliegtuig dat in de film gebruikt werd, is een Boeing 747-200 met registratie N88892. Dit vliegtuig stond en staat normaal gesproken op het vliegveld van Dunsfold in Engeland. Op dit vliegveld staat de studio van het populaire Britse autoprogramma Top Gear. Achter op de banen wordt met auto's gereden, waarbij het vliegtuig vaak te zien is.
- Op 13 maart 2007 is de dvd van Casino Royale uitgekomen in diverse landen, waaronder de Verenigde Staten. Op 22 maart 2007 waren Nederland en België aan de beurt. Het is de eerste Bondfilm die niet op VHS verschijnt.